# Intel Larrabee

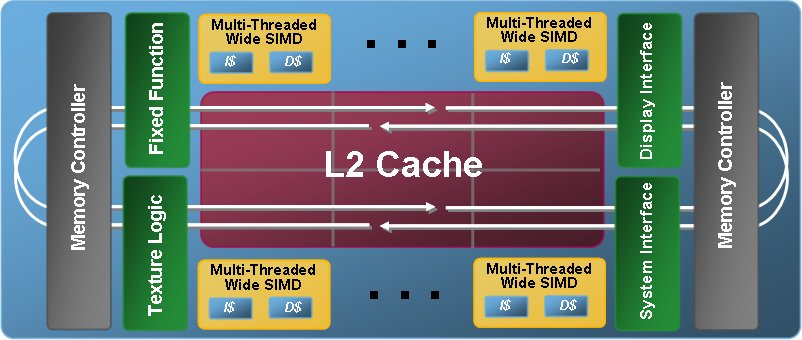
Архітектура Larrabee GPU, показана на конференції SIGGRAPH у серпні 2008 року

Larrabee (Intel Larrabee) — кодове позначення, що використовувалося у рамках проекту з розробки архітектури Intel Many Integrated Core (Intel MIC). Спочатку дані чипи створювалися як нове рішення, яке замінить собою лінійку графічних процесорів Intel GMA. Чип Intel Larrabee проектувався як поєднання центрального і графічного процесорів, на зразок AMD Fusion. Передбачалося, що відеокарти, засновані на чипах Larrabee, будуть конкурувати з рішеннями nVidia GeForce і AMD Radeon. Також передбачалося, що чипи Larrabee будуть конкурувати на ринках GPGPU і високопродуктивних обчислень.
У 2017 році Intel остаточно зупинила розробку проєкту MIC.

## Історія
Спочатку компанія Intel планувала отримати інженерні зразки чипів Larrabee наприкінці 2008 року, а перші продукти на базі цього чипа приблизно повинні були вийти наприкінці 2009 або початку 2010 року. Проте дата випуску продукту була перенесена на невизначений термін.
У червні 2011 року стало відомо, що напрямок проекту Larrabee було змінено — всі напрацювання і технології даного проекту компанія Intel буде використовувати в новій архітектурі Xeon Phi.
Ці мікропроцесори не можуть бути використані як центральний процесор, але, за задумом дизайнерів, з декількох чипів цієї архітектури мали будуватися обчислювальні прискорювачі у вигляді окремої карти розширення. Xeno Phi мав конкурувати на ринках GPGPU і високопродуктивних обчислень з рішеннями типу Nvidia Tesla і AMD FireStream.
1 листопада 2020 року у списку розсилки ядра Linux представлено набір патчів, що видаляють підтримку Intel MIC з версії ядра 5.10.

## Опис
Intel Larrabee може розглядатися як гібрид між багатоядерними центральними процесорами (англ. CPU) і графічними процесорами (англ. GPU), так як має відмінні риси від обох архітектур.
Технологія Larrabee ґрунтується на архітектурі x86 і включає в себе ядра від Pentium, в які додана підтримка 64-бітових команд і багатопоточності. Ієрархія його когерентного кешу і сумісність з x86-мікроархітектурою роблять його схожим на CPU, в той час, як широкий набір векторних SIMD блоків і блоків текстурної вибірки роблять його схожим на GPU. Компанія планує оснастити кожне ядро 256 КБ кеш-пам'яті, чий загальний розмір залежатиме від кількості ядер. Згідно презентації компанії, яка була проведена в Сан-Франциско, число ядер у майбутніх процесорах буде варіюватися в межах від 8 до 48 штук.